# Wolf Lake
Wolf Lake es un lugar designado por el censo (en inglés, census-designated place, CDP) del condado de Muskegon, Míchigan, Estados Unidos. Según el censo de 2020, tiene una población de 5034 habitantes.

## Geografía
Está ubicado en las coordenadas 43°14′40″N 86°6′44″O / 43.24444, -86.11222. Según la Oficina del Censo de los Estados Unidos, tiene una superficie total de 10.16 km², de los cuales 9.18 km² corresponden a tierra firme y 0.98 km² están cubiertos de agua.

## Demografía
Según el censo de 2020, hay 5034 personas residiendo en la zona. La densidad de población es de 548.37 hab./km². El 86.09% de los habitantes son blancos, el 1.95% son afroamericanos, el 1.17% son amerindios, el 0.20% son asiáticos, el 0.04% son isleños del Pacífico, el 1.99% son de otras razas y el 8.56% son de una mezcla de razas. Del total de la población, el 6.54% son hispanos o latinos de cualquier raza.